# Chuyến bay 304 của Sempati Air
Chuyến bay Sempati Air 304 (SSR304) là một chuyến bay chở khách nội địa theo lịch trình, bay từ Sân bay quốc tế Husein Sastranegara ở Bandung, Tây Java đến Sân bay Halim Perdanakusuma ở Jakarta. Vào ngày 17 tháng 7 năm 1997, chiếc máy bay điều hành chuyến bay, chiếc Fokker F27 Friendship 600 được thuê từ Trigana Air Service, số đăng ký PK-YPM, đã đâm vào một khu dân cư đông đúc của Margahayu ở Bandung sau khi bị hỏng động cơ ngay sau khi cất cánh khiến 28 người thiệt mạng và làm bị thương một số người trên mặt đất.
Cuộc điều tra sau đó của Ủy ban An toàn Giao thông Vận tải Quốc gia Indonesia đã phát hiện ra rằng chiếc máy bay đã bị hỏng động cơ ở động cơ bên trái; phi công đã không thực hiện đúng quy trình go-around và đâm vào khu dân cư đông đúc của Margahayu.

## Máy bay
Chiếc máy bay bị nạn là chiếc Fokker F27 Friendship 600 được chế tạo vào năm 1969 với số sê-ri 10415, được giao cho Merpati Nusantara Airlines với số đăng ký là PK-MHF vào năm 1974. Sau đó, nó được bán cho Trigana Air Service vào năm 1993 với số đăng ký là PK-YPM, Sempati Air vào tháng 1 năm 1995 và trở lại Trigana Air Service vào tháng 8 năm 1995.

## Tai nạn
Máy bay cất cánh từ Sân bay Husein Sastranegara lúc 11:46 WIB (04:46 UTC), với Bambang Rudy Santoso là PIC. Khoảng 3 phút sau khi cất cánh, động cơ bên trái của Fokker F27 bị hỏng và bắt đầu phun khói dày đặc. Phi công đã liên lạc với Husein Sastranegara ATC, chọn hạ cánh xuống đường băng 13 của Căn cứ không quân Sulaiman. Trong quá trình hạ cánh khẩn cấp, máy bay đã tông vào các ngôi nhà ở Margahayu, Bandung và đâm xuống một cánh đồng lầy lội khiến 28 người thiệt mạng và một số người trên mặt đất bị thương nặng. Hầu hết các nạn nhân là các gia đình trong kỳ nghỉ học.